# Stony Plain
Stony Plain è una città canadese, situata nell'Alberta, e fa parte della contea di Parkland. Si trova a ovest di Edmonton, adiacente alla città di Spruce Grove e si trova su un terreno del Trattato 6.
Stony Plain è nota per i suoi numerosi murales dipinti che rappresentano vari periodi, eventi e persone nel corso della storia della città. La città era originariamente conosciuta come Dog Rump Creek.

## Storia
Si ritiene che il nome della cittadina derivi da una delle due possibili origini. Il primo è che la tribù dei Stoney si accampava storicamente nell'area. La seconda possibilità è che il dottor James Hector, un geologo della spedizione di Palliser, abbia notato massi sparsi nell'area. Il nome ufficiale dell'insediamento fu adottato nel 1892. Alex McNabb e McPherson furono i primi coloni dell'area.